# Кемал Сунал
Кема̀л Суна̀л (на турски: Kemal Sunal) е турски комик и театрален и телевизионен артист.
С ролите, които изиграва Кемал Сунал е един от най-значимите актьори в турската кино история. Започва творческата си кариера в театъра и бива насочен от Ертем Егилмез към киното. Първата си роля в театър изиграва още като е гимназиален ученик. След като участва в театрите Кентерлер, Улви Араз, Айфер Ферай и Девекушу кабаре започва участията си в киното през 1972 година с филма Tatlı Dillim. Харесван е със своите роли на добър и наивен човек. Повечето филми, в които е участвал са комедийни, но е участвал и в значителни драматически филми. Предимно изиграва роли на мъже, които се противопоставят на несправедливостите, такива, които им се случват злополуки поради наивност и доброта, човек, който се бори с лошите със своя блестящ ум и винаги се усмихва. Актьорът характеризира себе си като човек, който говори много малко и е много студен. Причината, поради която се харесва толкова много на турската публика, е че във филмите му са отразени промените от социално-културен характер в Турция след политическите преврати през 70-те и 80-те на 20-век.

## Биография
Роден е в Истанбул, Кючюкпазар и семейството му е от Малатя. Баща му е работил в хипермаркет и се казва Мустафа Сунал, а майка му е Саиме Сунал. Бил е най-възрастният брат в семейството и има два по-малки братя с имена Джемил и Дженгиз. Началното си образование получава в училище Мимар Синан и завършва гимназия във Vefa Lisesi за 11 години и обяснява този етап от живота си със следните думи „Това не се дължете на моята мързеливост или идиотщина, просто бяхме една група от 20 души, заедно оставахме в клас.“ Започва да учи в Marmara Universitesi, но не завършва образованието си там. По време на обучението си е работил на различни длъжности, като например е бил електричар и работел и във фабрики. На 35-годишна възраст служи в армията, като другите войници винаги са се смеели като го видят и поради тази причина не е участвал в обученията за да не разваля дисциплината на групата. През периода 1972 – 1973 година, когато е бил актьор в Театър Кабаре се запознал с бъдещата си жена и се женят през 1975 година. От този брак има две деца – син на име Али и дъщеря на име Езо. Връща се да завършва образованието си в университета през 1995 година в специалност кино и телевизия след което завършва и магистърска степен с димпломна работа с тема за себе си „Усмивката на Кемал Сунал в киното и телевизията“.
Актьорът обяснява разликата между героите, които е изигравал със своя характер със следните думи „Много съм студен в личния живот, освен това не говоря много. В къщата си съм много взискателен“. Според книгата писана от жена му, в семейния живот никога не се е държал като артист, а е бил баща на семейството си, винаги е пристигал вкъщи навреме за вечерята и обръщал голямо внимание на семейните отношения. Бил е винаги по-добър слушател, отколкото оратор и в своя вътрешен свят е бил много емоционален човек. Бил е добър също в архивирането на документи, снимки и изображения на семейството си. Прочитал е всички писма, които получавал от свои почитатели и се стараел да отговаря на всички. Поради своите жестове и мимики е бил оприличаван на френския комик Фернандел.

## Кариера

### Театър
Започва своята театрална кариера в гимназията Vefa Lisesi, в аматьорска трупа и първата пиеса е „Zoraki Tabip“. Получава награда за най-добър актьор на гимназиално състезание. Негова учителка Belkıs Balkır го запознава с Мюшвик Кентер и след това стартира кариетара си в театъра Кентерлер. Пърата му роля е „Fadik kız“ за която получава 150 лири заплащане. Следващата му роля е „Deli İbrahim“ за която вече получава 300 лири. След това започва да излиза на сцена с театъра на Ulvi Uraz, прекарва 4 години там. След това започва да работи в театъра на Айфер Ферай и там работи 1 година. Последната му изява в театъра прави в Девекушу Кабаре със заплащане от 1500 лири и вече играе на по-значителни и важни роли. В театъра се запознава със Зеки Алася, който вече е преминал от театър към киното и бива поканен на подбора на актьори за новия филм на Ертем Егилмез.
Кемал Сунал с тези думи разказва за ориентирането си към комедията и първите години от кариерата си:
"Не знам точно как стана, но един ден се озовах на сцена с истински зрители. Първата ми роля беше много малка. Струва ми се, че бях на сцената около 3 минути, не помня какво точно правех, но зрителите ми се смееха страшно много. Това много ми хареса. И оттогава до днес се опитвам да усмихвам хората. „
В отговор на въпроса “Защо не продължихте с театър?"
„Киното ми пречеше на репетициите, прецених, че е по-добре да се откажа“

#### Пиеси, в които е участвал
- 1966 – „Fadik Kız“ – Kent Oyuncuları. Участва в няколко различни роли.
- 1967 – „İspinozlar“ (Адаптация на Orhan Kemal) – Ulvi Uraz Tiyatrosu. В ролята на Taşkasaplı
- 1967 – „Deli İbrahim“ (Автор: Turan Oflazoğlu, рецисьор: Şükran Güngör) – Kent Oyuncuları. В ролята на Cellât Hamal Ali
- 1968 – „Yalova Kaymakamı“ – Arena Tiyatrosu, Ulvi Uraz Topluluğu.
- 1968 – „Gözlerimi Kaparım, Vazifemi Yaparım“ – Arena Tiyatrosu, Ulvi Uraz Topluluğu.
- 1968/69 – „Fermanlı Deli Hazretleri“ – Arena Tiyatrosu, Ulvi Uraz Topluluğu.
- 1968 – „Hamhumşarolop“ – Arena Tiyatrosu, Ulvi Uraz Topluluğu.
- 1969 – „Murtaza“ (Адаптация Orhan Kemal) – Ulvi Uraz Tiyatrosu. В ролята на охрана и кафеджия
- 1969 – „Yaz Bitiyor“ – Arena Tiyatrosu, Ulvi Uraz Topluluğu.
- 1972 – „Gergedan“ (Автор: Eugène Ionesco) – Devekuşu Kabare Tiyatrosu. В ролите на бакалин и Mösyö Papiyon.
- 1972 – „Dün Bugün“ (Автор: Haldun Taner) – Devekuşu Kabare Tiyatrosu.
- 1973 – „Dev Aynası“ (Адаптация: Haldun Taner) – Devekuşu Kabare Tiyatrosu (Ankara Nergis Sineması).

### Кино
През 1972 година започва актьорската си кариера с филма „Tatlı dillim“ с ролята на баскетболист. Бил е избран за тази роля поради това, че е бил висок. След този филм през 1973 Ертем Егилмез го поканва и за следващия си филм Canım Kardesim. Изиграва роля на селянин от Кайсери, който се озовава в големия град. Същата година участва във филмите „Oh olsun“, „Gullu geliyor Gullu“ и „Yalancı yarim“. През 1974 година Ертем Егилмез забелязвайки, че селския акцент използван от Кемал Сунал се харесва на публиката, решава да снима филма „Salak Milyoner“ (Глупавият милионер). След като филма става много популярен, режисьорът снима и продължение с филма „Koyden Indim Sehire“. Сценарист и на двата филма е Sadık Sendil. В тези два филма актьорът Кемал Сунал за първи път изиграва важни роли и в киното. Същата година е сниман и филмът „Mavi Boncuk“, където всички главни актьори получават равни роли, така Кемал Сунал се вижда много повече на лентата. През 1974 също участва във филма „Hasret“, с режисьор Zeki Okten като след този филм получава първата си главна роля.
Същата година (1974 година) се снима първият филм, в който изиграва главна роля „Salako“. Този път режисьор е Atıf Yılmaz.
През 1975 играе в два филма на Zeki Ökten – „Şaşkın damat“ и „Hanzo“. В тези два филма, в които му партнира Meral Zeren, са доста далеч от популярността на филмите снимани от Ертем Егилмез.
По това време Ертем Егилмез започва да работи по адаптирането на романа на Rıfat Ilgaz, който се казва „Hababam Sınıfı“. Този филм по-късно ще се превърне в един от легендарните турски филми. В този филм Кемал сунал играе ролята на „İnek Şaban“ (кравата Шабан), след която роля цяла Турция ще го приема с името Шабан. Актьорът играе в 4 филма от серията на „Hababam Sınıfı“ и по това време се запознава с актьора Шенер Шен, с който по-късно ще участва в многобройни филми.
През 1976 година в сниман във филма „Tosun Paşa“, който е режисиран от Картал Тибет, а сценарист е Yavuz Turgul. Същата година Ертем Егилмез снима филма „Süt Kardeşler“, в който също участва Шенер Шен, Халит Акчатепе. Същата година Ergin Orbey снима „Meraklı Köfteci“, веднага след това Natuk Baytan снима „Sahte Kabadayı“.
Natuk Baytan прибавя към качествата на Шабан и геройството. Кемал Сунал с качествата на наивния и героичен Шабан винаги побеждава лошите и цялата тази история винаги е представена в комичен стил.
През 1976 година снима цели 6 филма, като следващият филм му е „Hababam sınıfı uyanıyor“. Този път режисьорът Ертем Егилмез изписва името на Кемал Сунал най-отгоре на плаката. Последния филм през тази година е „Kapıcılar Kralı“. С ролята си в този филм получава приз за „Най-добър актьор“. Сценарият на този филм е на Umur Bugay, а режисьор е Zeki Ökten. Ролята му на Сеит е далеч от ролите на Шабан, които е изиграл дотогава. Този път е умен, хитър, алчен и прагматичен.
През 1977 година снимал 5 филма. Един от тях е последният от серията „Hababam sınıfı“ – „Hababam sınıfı tatilde“ (режисьор Ертем Егилмез). Другите филми са „Sakar Şakir“ (режисьор Natuk Baytan), Çöpçüler Kralı (сценарист Umur Bugay, режисьор Zeki Ökten), İbo ile Güllüşah (режисьор Atıf Yılmaz). Същата година актьорът е получил приз за „Най-добър актьор“ на филмовия фестивал в Анталия. След това получава награда от Филмовата асоциация за „Най-добър актьор“. По следния начин актьора е коментирал тези награди:
„Във Анталия на филмовия фестивал получих приз за най-добър актьор с филма Kapicilar krali. Нито в Анталия, нито в цялата турска филмова история не се е виждало такова нещо. По принцип тези награди не се дават на комедийни актьори. Аз бях първия, който разруши тази система. Същата година получих наградата на Асоциацията. Не че в следващите години не правехме добри филми, но не ги пращахме на фестивали. Затова нямам други награди.“
През 1978 година заедно с актрисата Фатма Гирик основават своя фирма с име „Can Film“. Първият филм на фирмата е „Yüz numaralı adam“, където продуцент е Фатма Гирик, а главната роля е на Кемал Сунал. В този филм се разказва за лъжливата и подвеждаща страна на рекламните филми и е един от най-важните филми на Сунал. В този филм му партнира актрисата Oya Aydoğan. Същата година е сниман в още пет филма – „Köşeyi Dönen adam“ (автор Müjdat Gezen, режисьор Atıf Yılmaz), „İyi aile çocuğu“ (сценарист и режисьор Osman F. Seden), „İnek Şaban“ (сценарист и режисьор Osman F. Seden), Avanak Apti (режисьор Natuk Baytan) и „Kibar Feyzo“.
„Kibar Feyzo“ е бил политически филм, продуциран от Arzu film, е достигнал голям успех въпреки цензурата, на която е бил подложен. Темата на филма е относно феодалния ред в източна Турция, трудния поминък, лошите условия за живот в селата.
През 1979 година Кемал Сунал снима пет филма. Това са „Umudumuz Şaban“, „Şark Bülbülü“, „Korkusuz korkak“, „Dokunmayın Şabanıma“ и „Bekçiler Kralı“. Първите два филма са режисирани от Картал Тибет, Третият от Natuk Baytan и последните два от Osman F. Seden, като продуцент на последните два филма са Фатма Гирик и Кемал Сунал, но не през своята фирма а през фирма Uğur Film. Във филма „Şark bülbülü“ има препратки към всички певци станали известни за кратко време. А във филма „Umudumuz Şaban“ са разгледани социалните проблеми на времето през призмата на комедията.
През 1980 година е снимат в 4 филма(„Zübük“, „Gol kralı“, „Gerzek Şaban“ и Devlet kuşu), като всичките са адаптации от романи. В тези филми Кемал Сунал е работил с Картал Тибет, Natuk Baytan и Memduh Ün. Заедно с военния преврат през 1980 година повечето филми снимани в този период са били цензурирани, много актьори са напуснали страната. Кемал Сунал, въпреки че е изиграл много политически роли, винаги е стоял настрана от политическите течения.
В периода между 1981 и 1983 година е снимал множество филми с героя си „Шабан“ и въпреки да са далеч от качеството на предишните му филми, все пак са успели да разсмеят зрителите. По следния начин актьорът е споделил мнението си относно филмите за „Шабан“:
"От тук насетне дори героите във филмите да се казват по друг начин, а не Шабан, не мисля, че ще направи някаква разлика. Хората ме знаят като Шабан. Тази година фирмата направи грешка. Във филма се казвам Ниязи и филма трябва да се казва „Atla gel Niyazi“. На всичките плакати фирмата е написала „Atla Gel Saban“ и на никой не ме попита защо филма се казва Шабан, а героя е Ниязи. Даже не забелязаха. Какво значение има дали Кемал Сунал се казва Ниязи или Шабан?"
Следващите години повече Шабанови филми не са снимани. През 1986 година снима „Yoksul“, „Davacı“, „Tarzan Rıfkı“, „Garip“, „Deli deli küpeli“. Филмът „Yoksul“ е харесан заради простият начин на предаване на историята, докато „Davacı“ и „Deli deli küpeli“ са били с политически препратки. Освен това с филма „Garip“ показва драматическото си актьорство.
През 1987 година се е снимал в три филма – „Yakışıklı“, „Kiracı“ (Orhan Aksoy) и „Japon işi“. Филма „Kiracı“ („Квартирант“) разглежда проблемите в него период на нарастващото търсене на квартири в Истанбул.
През 1988 година е снимал филмите „Uyanık Gazeteci“, „Sevimli Hırsız“, „İnatçı“, „Öğretmen“, (Kartal Tibet) „Polizei“, (Şerif Gören) „Düttürü dünya“, (Zeki Ökten) „Bıçkın“ (Orhan Aksoy). Filma „Polizei“ е сниман в Германия и разглежда проблемите на гурбетчиите. През тази година печели приза на Международния филмов фестивал в Анкара за „Най-добър актьор“ с филма „Düttürü dünya“.
През 1989 година е снимал три филма 'Zehir Hafiye", (Orhan Aksoy) „Talih kuşu“ и „Gülen adam“ (Kartal Tibet).
През 1990 година е снимал още три филма „Koltuk belası“, (Kartal Tibet) „Abuk Sabuk bir film“ (Şerif Gören) и Boynu bükük Küheylan' (Erdoğan Tokatlı).
През 1991 година участва в един-единствен филм – Varyemez. През 1999 година се снима в последния си филм „Пропаганда“. През 2000 година приема ролята във филма Балалайка, но умира преди да успее да го снима.

### Телевизионни сериали
Кемал Сунал е участвал в няколко телевизионни сериала. Тези сериали са били с нисък бюджет и са били излъчвани в различни телевизионни канали. Актьорът често коментира, че сериалите се снимат твърде бързо, сценариите се пишат много бързо и този начин на работа затъпява актьорските способности.
- 1992 – Saygılar bizden
- 1993 – Şaban askerde
- 1994 – Bay kamber
- 1997 – Şaban ile Şirin

### Книги
| Година | Книга                                | Издател       | ISBN               |
| ------ | ------------------------------------ | ------------- | ------------------ |
| 1998   | TV ve Sinemada Kemal Sunal Güldürüsü | Sel Yayınları | ISBN 975-570-262-8 |
| 2001   | Kemal Sunal Güldürüsü                | Om Yayınevi   | ISBN 975-6827-79-3 |

### Получени награди
| Година | Приз                        | Категория                 | Филм            | Резултат |
| ------ | --------------------------- | ------------------------- | --------------- | -------- |
| 1977   | 14. Филмов фестивал Анталия | Най-добър актьор          | Kapıcılar Kralı | спечели  |
| 1988   | 35. Филмов фестивал Анталия | Доживотна почетна награда | Kapıcılar Kralı | спечели  |
| 1989   | 2. Филмов фестивал Анкара   | Най-добър актьор          | Düttürü Dünya   | спечели  |

## Смърт
Сунал, за лични и професионални пътувания винаги е препочитал сухопътния транспорт и е споделял, че се страхува от морски и въздушни пътувания. Не е успял да пребори своята самолетна фобия цял живот. На 2 юли 2000 година се е качил на самолет за да пътува за снимките на следващия си филм „Балалайка“ и получава инфаркт в самолета за Трабзон. Актьорът Зеки Алася коментира по следния начин пътуването му със самолет:
„Понеже не искаше да затруднява никой с претенцията си да пътува с автобус се съгласи да се качи на самолет, иначе никога не би се съгласил.“
Според вестниците Милиет и Хюриет, персоналът в самолета не е бил обучен да оказва първа помощ и в извиканата линейка е липсвал лекар.